# Cejlon na Letnich Igrzyskach Olimpijskich 1956
Cejlon na Letnich Igrzyskach Olimpijskich 1956 reprezentowało 3 mężczyzn. Był to 3. start reprezentacji na Letnich Igrzyskach Olimpijskich.
Był to czwarty start reprezentacji Cejlonu na letnich igrzyskach olimpijskich. 

## Skład kadry

### Boks
Mężczyźni
- Hempala Jayasuriya - waga kogucia - 17. miejsce
- Chandrasena Jayasuriya - waga lekka - 9. miejsce

### Lekkoatletyka
Mężczyźni
- Nagalingam Ethirveerasingham - skok wzwyż - 21. miejsce